# غورو شيمورا
غورو شيمورا (باليابانية: 志村 五郎) (ولد في الثالث والعشرين من فبراير عام 1930)، هو عالم رياضيات ياباني. عمل في أواخر حياته أستاذًا في جامعة برنستون.

## أعماله
عمل في مجال المنحنيات الإهليلجية.